# Stef de Bont
Stef de Bont (Warnsveld, 23 januari 1986) is een Nederlands sportjournalist.
De Bont groeide op in Warnsveld en Zutphen en behaalde in 2004 zijn vwo-diploma aan het Isendoorn College. Zijn profielwerkstuk had als titel: "De financiële positie van het betaald voetbal". Hij voetbalde en was trainer bij FC Zutphen.
Daarna studeerde De Bont cum laude af in sociologie aan de Radboud Universiteit Nijmegen. Hij ging vervolgens als journalist/redacteur aan de slag bij de dagbladen de Stentor en de Gelderlander.
De Bont stuurde in de zomer van 2010 een open sollicitatiebrief naar Johan Derksen, de toenmalig hoofdredacteur van Voetbal International. Die had niemand nodig, maar De Bont vond als abonnee, dat Derksen iemand moest inzetten voor het – in zijn ogen – ondergeschoven kindje: de Jupiler League. Derksen gaf hem alsnog een kans. De Bont groeide vervolgens door tot clubwatcher van Vitesse, FC Dordrecht en FC Den Bosch.
Vervolgens mocht hij in het gelijknamige televisieprogramma (thans Voetbal Inside) regelmatig uitleg geven rondom nieuws over Jong Oranje en deze clubs. Vitesse was op dat moment net overgenomen door Merab Jordania en Theo Bos, trainer van FC Dordrecht en cult-held bij Vitesse werd ernstig ziek. De Bont werkte in de tussentijd ook als verslaggever van andere voetbalnieuwtjes bij het AD.
In augustus 2015 kwam het boek "Koning van de Krommedijk" uit. De Bont en Marco Timmer schreven in het boek over het wonderlijke jaar van FC Dordrecht in de Eredivisie en over technisch directeur Marco Boogers.
In november 2015 begon voor De Bont de VI 92, oftewel de uitdaging om in één maand tijd langs alle 92 profclubs in Engeland te gaan. De Bont deed hiervan verslag bij RTL Late Night in maart 2017.
In juni 2016 kwam het boekje "Alles over voetbal van A tot Z" uit, voor kinderen die het voetballen net ontdekken.
Vanaf het seizoen 2016/2017 is de geboren Achterhoeker clubwatcher bij PEC Zwolle, NEC Nijmegen en PSV.
In september 2017 kwam zijn boek "Home of Football" uit, de reisgids voor het Engelse voetbal.
Vanaf 2018 schrijft hij ook over clubs als FC Utrecht, PEC Zwolle Vitesse en Heracles Almelo. Tevens is hij presentator van de podcast Scorebordjournalistiek en volger van Jong Oranje.
De Bont woonde in Nijmegen en Utrecht. Hij is vader van een zoon en woont inmiddels weer in het oosten van het land.